# Voxel

En stack med voxlar där en är skuggad

En voxel är en tredimensionell motsvarighet till en pixel, ett volymelement. Voxlar kan inte som pixlar direkt representeras på en bildskärm. Fördelarna är i stället att kunna representera volymer inom datorgrafik på ett matematiskt förhållandevis enkelt sätt. Tekniken används till största delen för 3D-grafik inom medicinsk teknik, till exempel datortomografi, och andra vetenskaper.